# Кавара, Паоло
Паоло Кавара (итал. Paolo Cavara; 4 июля 1926, Болонья — 7 августа 1982, Рим) — итальянский кинорежиссёр

 и сценарист.

## Биография
Паоло Кавара сотрудничал с режиссерами Гуальтьеро Якопетти и Франко Проспери, в результате этого вышли документальные фильмы в стиле «мондо». В 1950 году Паоло изучал архитектуру в Флорентийском университете. Потом Кавара начал снимать документальные фильмы и научные экскурсии, где стал пионером подводной съемки. В 1951 году вместе с Франко Проспери был членом экспедиции на Цейлон, в результате которой был снят фильм «Шестой континент». В 1950-х годах Кавара работал над серией фильмов для итальянского национального телевидения режиссера Джорджо Мозера. Потом был помощником режиссёра в фильмах Генри Костера. В 1962 году Кавара вместе с Якопетти выпустили документальный фильм «Собачий мир», который был представлен на Каннском кинофестивале.